# Phil Bates
 (juin 2016).
Si vous disposez d'ouvrages ou d'articles de référence ou si vous connaissez des sites web de qualité traitant du thème abordé ici, merci de compléter l'article en donnant les références utiles à sa vérifiabilité et en les liant à la section « Notes et références ».
Philip Bates, né le 30 mars 1953 à Tamworth, est un chanteur, guitariste et compositeur anglais, principalement connu pour sa collaboration avec ELO Part II (en) et The Orchestra (en). 

## Biographie

### Débuts
Bates est né à Tamworth, dans le Staffordshire. À l'âge de douze ans, il forme son premier groupe, The Wild Forum, peu de temps après rebaptisé The Teenbeats. Il quitte sa ville natale à l'âge de 17 ans en 1970 pour s'installer à Birmingham où il travaille au Ringway Music, un magasin de musique qui appartenait aux musiciens de jazz Ken Ingarfield, Lionel Rubin, et George Watts.
En 1970, Bates joue de la basse au sein de JUG, un groupe de heavy metal de Wolverhampton. La formation donne de nombreux concerts dans le Black Country et joue à plusieurs reprises à l'Electric Garden de Glasgow où le groupe joue en première partie de Slade, Status Quo, Mungo Jerry ou encore The Sensational Alex Harvey Band. Néanmoins, Bates quitte le groupe la même année car il n'est physiquement plus capable de combiner sa vie de musiciens avec ses cinq jours de travail hebdomadaires. 
Il intègre ensuite Enigma, un groupe de folk cabaret, qui a un contrat avec Morgan Music à Londres. Enigma enregistre plusieurs chansons aux Morgan Studios, un des meilleurs studios londoniens du moment. Il y enregistre aussi deux compositions en solo, Wouldn’t it be nice et Season of Sunshine. Aucune de ces chansons ne sortira. Enigma devient Quill en 1972 et sort un single, Spent The Rent, chez le label Parlophone d'EMI. Il entame ensuite une carrière solo et obtient un contrat avec Southern Music. En 1974, il sort, sous le nom de Billy Bates, Mr Hand Me Down chez Spark Records. En 1976, Bates sort Take to the Mountains sous le nom de Billy Bates Company. 
Dans les années 1970, Bates fait sa place en tant que musicien de studio et enregistre pour des artistes tels que Billy Ocean et Alvin Stardust, ainsi que pour des producteurs comme Steve Lillywhite, Colin Thurston et Tony Visconti. Il enregistre aussi plusieurs jingles pour la télévision et la radio.

### Trickster
Alors musicien en résidence au Piazza restaurant à Piccadilly Circus, Phil Bates forme Trickster. Le groupe sort un single, Flyaway, chez United Artists Records, avant de signer avec Jet Records, la maison de disque du Electric Light Orchestra. Don Arden devient alors leur producteur. La formation sort plusieurs singles et deux albums, Find the Lady et Back to Zero. Trickster connaît un petit succès avec les singles If That's The Way The Feeling Takes You aux États-Unis et I'm Satisfied au Royaume-Uni. Le groupe joue en première partie du Electric Light Orchestra pendant sa tournée de 1978.

### Quill et Don't Panic
Jet Records, qui connaît des difficultés, se débarrasse sans ménagement de Trickster. Bates retourne donc à Birmingham et rejoint Quill, au sein duquel il rencontre Jo, sa future femme. Avec cette dernière, il forme un peu plus tard le groupe Don't Panic. La formation écrit pendant un moment des chansons pour une période d'écrire des chansons pour RCA/Arista Records, avant de jouer pendant trois ans (de 1987 à 1990) dans des hôtels aux Émirats arabes unis, à Dubaï et à Abou Dabi. En 1990, la première guerre du Golfe éclate et le couple rentre au Royaume-Uni où il fonde une famille. Rosi naît en 1991 et Sarah en 1993. 

### Atlantic
Bates reprend sa carrière solo, et compose et enregistre des jingles aux Old Smithy Studios à Worcester. Il y travaille aussi avec le groupe Atlantic, en tant que chanteur, guitariste, compositeur, claviériste et bassiste. Le groupe sort l'album Power, salué par la critique sans pour autant jouir d'un grand succès commercial. À la même époque, Bates chante sur le générique de l'émission de télévision The Gladiators. Il apparaît aussi sur plusieurs morceaux de l'album reprenant la bande son de l'émission, qui connaît un grand succès.[réf. nécessaire]

### ELO Part II
En 1993, Bates retrouve son vieil ami Kelly Groucutt, ancien bassiste du Electric Light Orchestra. Ce dernier l'invite à rejoindre ELO Part 2 en remplacement de Pete Haycock et Neil Lockwood. Phil Bates joue donc la musique du ELO à travers le monde, souvent accompagné d'orchestres symphoniques. ELO part II se produit, entre autres, en Australie, en Nouvelle-Zélande, en Argentine, au Brésil, au Pérou, au Chili, aux États-Unis, au Canada, en Lettonie, en Lituanie, en Russie, en Pologne, en Tchécoslovaquie, en Afrique du Sud, au Royaume-Uni, etc. En 1994, ELO Part 2 sort Moment of Truth. Bates compose plusieurs chansons pour l'album. En 1999, Bates quitte le groupe pour passer plus de temps avec sa famille et pour reprendre des études. 

### Travail en solo et carrière récente
Bates étudie tout en continuant à donner des concerts. Il travaille également dans des centres d'appels et dans une librairie à Hay-on-Wye. En 2003, il obtient son bachelier (avec mention) en histoire à l'université du pays de Galles. Il sort deux albums en solo, Naked en 1996 et Agony & Ecstasy en 1998. Il part également en tournée avec Mik Kaminski au Royaume-Uni et en Allemagne. Il sort deux albums supplémentaires en solo, Alter Ego en 2003 et One Sky en 2005. Il sort ses albums via ses propres labels, à savoir DPP et Essential Music. En 2007, il sort une compilation, Retrospectiv. 
Après avoir quitté ELO Part 2, Bates devient membre de The Eleanor Rigby Experience aux côtés de Andy Bole, Maartin Allcock, Clive Bunker et Tina McBain. La formation sort deux albums et donne de nombreux concerts au Royaume-Uni. Il collabore brièvement avec The Bev Bevan Band qui devient le Bev Bevan's Move. Au même moment, il forme le Electric Light Band (ELB) en Allemagne. Comme son nom l'indique, le groupe se consacre à reprendre des chansons du ELO. En 2007, Bates quitte le Bev Bevan's Move pour rejoindre The Orchestra, qui comprend des membres du ELO et de ELO part II. 
En 2008, Bates forme le Beatles, Blues & Blue Violin (BBBV) avec Mik Kaminski et Tina McBain. Le groupe joue dans des petites salles et des centres culturels, et sort un album en 2010.  
En 2011, il donne de nombreux concerts en solo, au sein de The Orchestra et de BBBV. Il a également plusieurs projets en Allemagne : The Music of ELO (un ensemble de six musiciens, dont son épouse, Jo), ELO Klassik (un ensemble de dix musiciens, dont le Berlin String Ensemble, une petite section des cordes). Il joue aussi avec dans le duo Blue Violin aux côtés de Mik Kaminski et dans son propre groupe de blues, le Phil Bates Band. 

## Autres activités
Au cours de sa carrière, Phil Bates a collaboré avec les autorités éducatives de Herefordshire, aidant de jeunes groupes à développer leurs compétences en matière de composition et de scène. Il a aussi participé à des projets de musicothérapie avec des adolescents renvoyés des plusieurs écoles. Il a également travaillé avec des étudiants à problèmes pour les aider à obtenir leur GCSE (Certificat général de l'enseignement secondaire).